# Boris Zorc
Boris Zorc (* 22. April 1985) ist ein deutscher Florettfechter. Er ist dreifacher deutscher Meister.

## Leben
Boris Zorc focht bis zum 30. Juni 2008 für den Fecht-Club Tauberbischofsheim. Zum 1. Juli 2008 wechselte er zum OFC Bonn. 2013 beendete Zorc seine Fechtkarriere.

## Sportliche Erfolge

### Weltmeisterschaften
2003 Bronze mit der Herrenflorett-Mannschaft bei den Junioren-Weltmeisterschaften in Trapani (Italien)
 2005 Silber mit der Herrenflorett-Mannschaft bei den Junioren-Weltmeisterschaften in Linz (Österreich)

### Deutsche Meisterschaften
Zorc konnte bei den Deutschen Fechtmeisterschaften 2007 und 2008 mit der Florett-Mannschaft des Fecht-Clubs Tauberbischofsheim und 2009 mit dem Team des OFC Bonn die Goldmedaille erringen.